# 荒尾村 (愛知県)
荒尾村（あらおむら）は、かつて愛知県知多郡にあった村。
現在の東海市の一部（荒尾町など）に該当する。

## 歴史
- 1876年（明治9年） - 加家村、寺中村、渡内村、平島村、清水村が合併し、荒尾村となる。
- 1889年（明治22年）10月1日 - 町村制により、荒尾村が発足。
- 1906年（明治39年）5月1日 - 名和村、荒尾村、富木島村が合併し、上野村が発足する[1]。